# Ctenoscina tenuis
Ctenoscina tenuis är en kräftdjursart. Ctenoscina tenuis ingår i släktet Ctenoscina och familjen Scinidae. Inga underarter finns listade i Catalogue of Life.